# Alfred Dubs, Baron Dubs

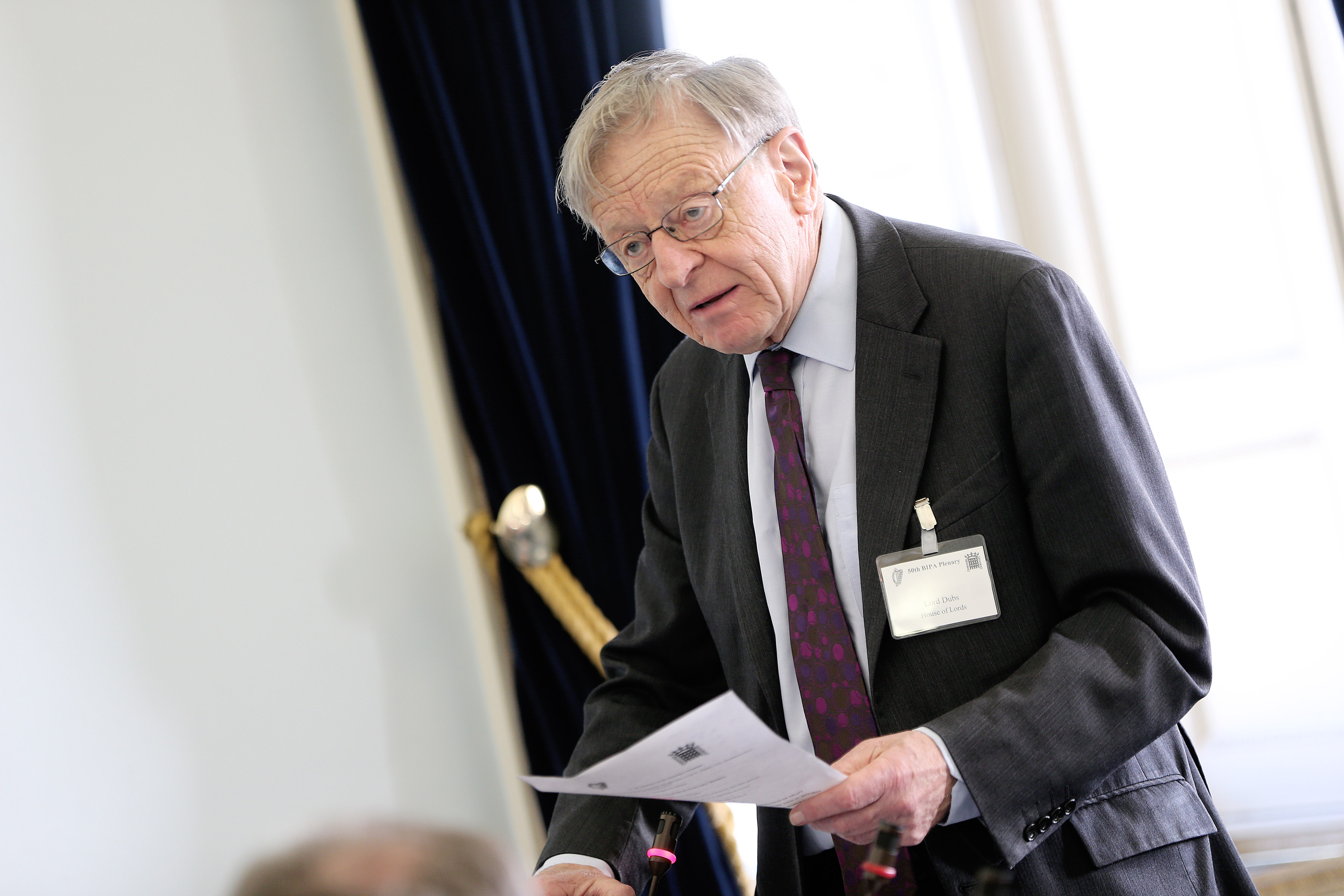
Alfred Dubs, Baron Dubs

Alfred Dubs, Baron Dubs (* 5. Dezember 1932 in Prag) ist ein britischer Politiker der Labour Party ehemaliges Mitglied des Unterhauses und seit 1994 als Life Peer Mitglied des Oberhauses.

## Jugend und Ausbildung
Dubs stammt aus der Tschechoslowakei. Er war eines der 669 tschechischen meist jüdischen Kinder, die im Rahmen der von dem englischen Börsenmakler Nicholas Winton initiierten Aktion Kindertransport aus dem Deutschen Reich und den besetzten Gebieten nach Großbritannien emigrierten. Sein Vater war am 15. März 1939 während der deutschen Zerschlagung der Tschechoslowakei nach Großbritannien geflohen. Seiner Mutter war ursprünglich ein Visum verweigert worden, aber sie konnte kurze Zeit später nach Großbritannien reisen.
Dubs erfuhr die Wahrheit über Nicholas Wintons Geschichte durch eine Rundfunksendung im Jahr 1988. Später traf er Winton persönlich und kämpfte für seine Auszeichnung. Winton wurde 2002 geadelt.
Dubs studierte an der London School of Economics. Dann arbeitete er bei einer kommunalen Behörde.

## Karriere
Dubs wurde 1979 im Wahlkreis Battersea South und 1983 im Wahlkreis Battersea in das britische Unterhaus gewählt. 1987 verlor er die Wiederwahl. Von 1988 bis 1995 war er Director des Refugee Council. 1994 wurde er als Baron Dubs, of Battersea in the London Borough of Wandsworth, zum Life Peer erhoben. Er zog dadurch für die Labour Party ins House of Lords ein. Von 1997 bis 1999 war er parlamentarischer Unterstaatssekretär im Northern Ireland Office.
Lord Dubs arbeitete bei der regionalen Gesundheitsbehörde. Er war Vorsitzender der Broadcasting Standards Commission im Office of Communications und war stellvertretender Vorsitzender in der Independent Television Commission. Er ist Treuhänder der Stiftung der Open University.
Er war aktiv als Gemeinderatsmitglied und Vorsitzender und Treuhänder verschiedener sozialer Organisationen.
2008 war Lord Dubs sehr aktiv im House of Lords; er nahm an 42 Debatten teil, was deutlich oberhalb des durchschnittlichen Peers liegt. Er hielt Reden in vielen Gebieten. Er arbeitet mit im parlamentarischen Joint Committee on Human Rights.
Im Mai 2016 wurde eine als Dubs bill bekannt gewordene Gesetzesänderung angenommen, nach der das Vereinigte Königreich zahlreiche unbegleitete minderjährige Flüchtlinge aufnehmen sollte. Über die nachfolgenden Monate wurde mehrfach kritisiert, dass noch kein einziges Kind unter der neuen Regelung aufgenommen wurde, dass die britische Regierung untätig geblieben sei und auf Seiten Frankreichs trotz der absehbaren Auflösung von Flüchtlingscamps in Calais noch kein Verfahren zur Erkennung und Registrierung der Kinder bestehe, denen die neue Regelung zugutekommen könnte. Medien berichteten Ende Oktober, dass etwa 200 Kinder und Jugendliche aus Calais Großbritannien erreicht hätten und einige Dutzend noch folgen sollten. Es sind teils minderjährige Flüchtlinge mit Verwandten in Großbritannien, teils sehr junge (12-jährige) Flüchtlinge oder Mädchen. Letztere werden aufgenommen werden, um sie zu vor sexuellen Übergriffen durch die anderen Flüchtlinge zu schützen.
Aktuell ist Dubs Vorsitzender der Road Safety Foundation und Vizepräsident der Debating Group.
2017 war er in dem Film Sea Sorrow zu sehen.